# 狭尖叶桂樱
狭尖叶桂樱（学名：Laurocerasus undulata f. elongata）为蔷薇科桂樱属尖叶桂樱下的一个变型。分布在中国大陆的云南等地，生长于海拔1,300米至2,700米的地区，常生于潮湿山坡混交林中，目前尚未由人工引种栽培。

## 扩展阅读
- 維基物種上的相關：狭尖叶桂樱